# أمامة بنت عصام
أمامة بنت عصام بن بياضة زوج كبشة بن مبذول بن النجار، صحابية أسلمت وبايعت الرسول محمد.